# Architektenliste
Die Architektenliste ist in Deutschland die von der jeweiligen Architektenkammer des Bundeslandes geführte Liste der Architekten. Als Kammerberuf darf der Titel Architekt nicht ohne die Eintragung geführt werden. Das Eintragungsverfahren obliegt auch der Kammer, auf der Grundlage entsprechender standes- und berufsrechtlicher Zugangsregelungen des jeweiligen Architektengesetzes.

## Rechtliche Einordnung
Ein wesentlicher mit dem Titel Architekt verbundener Aspekt ist in Deutschland die Bauvorlageberechtigung. Sie ist notwendig, um Genehmigungsplanungen für die Bauvorhaben unterzeichnen zu dürfen und als Teil der Bauordnungen landesrechtlich geregelt, dadurch können sich landesspezifische Ausprägungen ergeben. Die Große Bauvorlageberechtigung (für alle Bauwerke) erhält im Wesentlichen nur, wer die geschützte Berufsbezeichnung Architekt oder Bauingenieur trägt mit entsprechender Eintragung bei der jeweiligen Ingenieurkammer.
In Baden-Württemberg beispielsweise wird nur in die Architektenliste eingetragen, wer ein fachbezogenes Studium mit einer mindestens vierjährigen Gesamtregelstudienzeit an einer deutschen Hochschule abgeschlossen hat und nach dem Studium eine praktische Tätigkeit von mindestens zwei Jahren unter Aufsicht eines Architekten nachweist. Jedes Bundesland verfügt über ein eigenes Architektengesetz. Die Zugangsregelungen sind jedoch in der Regel ähnlich.
Die Architektenkammern führen als Körperschaften des öffentlichen Rechts laut jeweiligem Landes-Architektengesetz Verzeichnisse der Mitglieder, die Architektenlisten, die unterteilt sind nach den jeweiligen Fachrichtungen:
- Architektur
- Innenarchitektur
- Landschaftsarchitektur
- Städtebau

Architekten können einer Veröffentlichung ihres Eintrages widersprechen.